# Petra van Wingerden-Boers
Petronella Maartje van Wingerden-Boers (Dordrecht, 2 september 1954) is een Nederlandse VVD-politica en bestuurster.

## Levensloop
Na 21 jaar als docente Engels te hebben gewerkt werd Van Wingerden in 1994 wethouder in de gemeente Borsele. Ruim  vier jaar later werd ze aan de andere kant van Nederland benoemd tot burgemeester van Groenlo. Vanaf 1 juli 2004 was ze ruim 13 jaar burgemeester van Rheden. Vanaf juni 2006 was Van Wingerden ook lid van het college van bestuur van de Stadsregio Arnhem Nijmegen, en vanaf 2010 lid van het dagelijks bestuur van Euregio Rijn-Waal.
In maart 2017 gaf Van Wingerden aan per 1 januari 2018 te stoppen als burgemeester van Rheden. Carol van Eert (PvdA) werd haar opvolger. Zij werd per 6 februari 2019 benoemd tot waarnemend burgemeester van Apeldoorn, ter vervanging van burgemeester John Berends die per die datum benoemd werd als commissaris van de Koning in Gelderland.
Begin september 2019 werd bekendgemaakt dat Van Wingerden de week ervoor getroffen was door een licht hartinfarct. Ze hoopte twee weken later haar werkzaamheden langzamerhand op te pakken. Op 18 december 2019 werd zij opgevolgd door Ton Heerts. Vanaf 25 oktober 2021 was Van Wingerden waarnemend burgemeester van de Zeeuwse gemeente Reimerswaal. In deze functie verving ze de van ziekte herstellende José van Egmond. Op 14 maart 2022 hervatte Van Egmond haar werkzaamheden in Reimerswaal.
Van Wingerden vervult diverse nevenfuncties. Zo is zij voorzitter van de Commissie van Toezicht Detentieplaatsen van de Koninklijke Marechaussee, vicevoorzitter van de Raad van Toezicht van Stichting 1801 en voorzitter van het Bestuur van Stichting Het Rhedens.
Van Wingerden is getrouwd en heeft een zoon.